# Polygala sumatrana
Polygala sumatrana är en jungfrulinsväxtart som beskrevs av Chod.. Polygala sumatrana ingår i släktet jungfrulinssläktet, och familjen jungfrulinsväxter. Inga underarter finns listade i Catalogue of Life.